# Haigerach
Haigerach ist ein Ortsteil von Reichenbach, einem Stadtteil von Gengenbach im Ortenaukreis in Baden-Württemberg.

## Geografie
Haigerach liegt in einem Seitental des vorderen Kinzigtals im Mittleren Schwarzwald östlich von Gengenbach. Die Ortschaft zieht sich von der Gengenbacher Altstadt Richtung Osten ins Haigerachtal hinein bis hin zur Moos. Aufgrund der baulichen Struktur gibt es in Haigerach keinen Dorfmittelpunkt. Das Dorf setzt sich aus Weilern und Einzelhöfen zusammen. Benannt ist die Ortschaft nach der 7,5 Kilometer langen Haigerach, die durch das Tal fließt und später in die Kinzig mündet. In die Haigerach mündet wiederum der Pfaffenbach aus dem Pfaffenbachtal. Das Haigerachtal ist rund 4,5 Kilometer lang. Ebenfalls im Haigerachtal liegt das zur Gemarkung Gengenbach gehörende Oberdorf (Untertal).

### Flurnamen (im Haigerach und Pfaffenbach)
Bruacker, Bühnd, Schwarzrain, Sorben (Bergbau), Sauerstein, Alt Gengenbach, Kornebene

#### Gaishut
Gaishut ist ein Wohnplatz in Haigerach. Der Name kommt von Gaishaut (badisch für Ziegenhaut), da dieser Hof früher ein großer Ziegenhof war. Der Hof war ein Klosterhof des Klosters Gengenbach mit einer abgesonderten Gemarkung. Den Gaishuthof gibt es bis heute.

## Geschichte
Erstmals wurde Haigerach 1287 als Heidinger erwähnt, später dann als Heideger (1289), Heigern (1414), Heidiger (1811) und danach als Hei(aiger). Ausgehend vom Gengenbacher Kloster wurde Haigerach gerodet und Bauernhöfe zur Versorgung der Mönche gebaut. Bereits im 12. Jahrhundert wurde die Kapelle St. Michael gebaut. Diese wurde erstmals 1298 erwähnt. Bis ins 16. Jahrhundert wurde im Haigerach geflößt. 1834 wurde die Glocke der Kapelle von Ludwig Edel in Straßburg gegossen. Mindestens seit dem 16. Jahrhundert wurde in Haigerach Bergbau betrieben. Gesucht wurde dort nach Blei-, Silber- und Kupfererz. Zudem wurde unter anderem Tsumcorit, Arseniosiderit, Libethenit, Cornubit, Gartrellit, Pseudomalachit, Reichenbachit und Klinoklas gefunden. Der Eingang zur damaligen Grube „Silberbrünnle“ ist heute verschüttet, die Bergbauhalde, auf welche nicht brauchbare Steine von den Bergleuten entsorgt wurden, ist heute noch sichtbar. 1803 wurde Haigerach unabhängig von der Reichsstadt Gengenbach und badisch. 1808 wurde Haigerach Reichenbach zugeschlagen. 1897 wurde eine Forellenzucht in Haigerach eröffnet, jedoch arbeitete diese bis 1989 ohne wasserrechtliche Genehmigung. 1909, kurz nach Beginn des 20. Jahrhunderts, wurden die Bergbau-Aktivitäten eingestellt. Früher gab es in Haigerach eine eigene Grundschule, das Alte Schulhaus ist bis heute erhalten geblieben.
Mit der Gemeindereform wurde Reichenbach am 1. Januar 1975 nach Gengenbach eingemeindet und somit gehört Haigerach als Ortsteil von Reichenbach seither zu Gengenbach. Auf der Gemarkung Reichenbach entstand bei einem Hochwasser im Mai 1978 durch unterspülte Brücken und Straßen sowie weggerissene Mauern und Böschungen ein Schaden von 2,1 Millionen D-Mark.

### Demographie
Einwohnerzahlen nach dem jeweiligen Gebietsstand.
| Jahr | Einwohnerzahl |
| ---- | ------------- |
| 1804 | 239           |

## Kultur und Sehenswürdigkeiten

### Bauwerke
- Katholische Kapelle St. Michael
- Mehrere Bildstöckle verteilt über das Tal
- Altes Schulhaus
- Das Naturfreundehaus Kornebene

### Wanderungen
Durch das Gebiet von Haigerach führen viele ausgeschilderte Wanderwege, an deren Rand man auch öfters geschnitzte Holzfiguren finden kann. Auch der Kandelhöhenweg führt durch Haigerach.

## Wirtschaft und Infrastruktur

### Verkehr
Durch Haigerach fahren Schulbusse zur Grundschule nach Reichenbach und zum Schulzentrum in Gengenbach. Diese halten an drei Bushaltestellen in Haigerach: "Haigerach Altes Schulhaus", "Haigerach Forelle" und "Haigerach Buswendeplatz".

### Internet
Im August 2024 sollen alle Häuser in Haigerach an das Breitband angeschlossen sein. Danach soll Vodafone das Netz betreiben.

## Persönlichkeiten

### Söhne und Töchter des Dorfes
- Bernd Diener (* 1959), Motorrad-Bahnrennfahrer[12]